# Gnophosema isometra
Gnophosema isometra là một loài bướm đêm trong họ Geometridae.